# CA Porteño
A CA Porteño egy argentin labdarúgócsapat San Vicente városában. A egyesületet 1895. július 28-án alapították. A csapat jelenleg alacsonyabb ligákban szerepel. 
A klub 1912-ben kilépett az argentin labdarúgó-szövetségből és több másik csapattal együtt megalapította az Argentin labdarúgó-föderációt, amely egészen 1914-ig létezett. A föderáció a szövetséggel párhuzamosan szervezett egy kupát és labdarúgó-bajnokságot is, amelyet a Porteño kétszer meg is nyert a három alkalomból. Emellett kétszer megnyerték a Copa de Competencia Jockey Clubot, amivel kvalifikálták magukat a Tie-kupába, ahol az uruguayi kupagyőztessel kellett megküzdeniük.

## Sikerek
Primera División
- Bajnok (2): 1912 FAF, 1914 FAF

Copa de Competencia Jockey Club
- Győztes (2): 1915, 1918

Copa de Honor Municipalidad de Buenos Aires
- Döntős (2): 1908, 1911

Copa Bullrich
- Győztes (1): 1906

Tie-kupa
- Döntős (2): 1915, 1918

## Fordítás
Ez a szócikk részben vagy egészben  a   Club Atlético Porteño című angol Wikipédia-szócikk fordításán alapul.  Az eredeti cikk szerkesztőit annak laptörténete sorolja fel. Ez a jelzés csupán a megfogalmazás eredetét és a szerzői jogokat jelzi, nem szolgál a cikkben szereplő információk forrásmegjelöléseként.